# Сулейка Ривера
Сулейка Херис Ривера Мендоса (на испански: Zuleyka Jerris Rivera Mendosa) е пуерториканска актриса и модел.

## Биография
Родена е в град Кайей, Пуерто Рико на 3 октомври 1987 г. Премества се заедно с родителите си в град Салинас. Дъщеря е на Джери Ривера и Кармен Мендоса. Има двама братя – Джери Ривера-младши и Хорхе. Носителка е на много титли от конкурси за красота като: „Мис Салинас“ 2006, „Мис Пуерто Рико Вселена“ 2006, „Мис Салинас Тийнейджър“ 2002 и „Мис Вселена“ 2006 г.

## Мис Вселена 2006 г.
Когато е едва на 18 години, представлява Пуерто Рико на конкурса „Мис Вселена“, провел се в Лос Анджелис на 23 юли 2006 г., и го печели. Короната ѝ връчва нейната предшественичка Наталия Глебова. Сулейка е петата пуерториканка, която печели тази титла.

## Актьорска кариера
Актьорският дебют на Сулейка Ривера идва с роля в теленовелата „Сладка тайна“ през 2007 г. След тази продукция, бившата кралица на красотата преминава в редиците на компания Телемундо и играе в две теленовели за нея – „Някой те наблюдава“ (2010) и „Аурора“ (2010/11). Следват роли на злодейки в продукции на Веневисион и Унивисион – „Росарио“ (2012/13) и „Красавица“ (2013), където играе с Кристиан Майер и Каролина Техера за втори път след „Някой те наблюдава“.

## Филмография

### Теленовели
- „Дракона: Завръщането на воина“ (2019) – Ася
- „Красавица“ (2013) – Вивиана „Виви“ Роблес Лухан [2]
- „Росарио“ (2012/13) – Сандра Диас
- „Аурора“ (2010/11) – Диана Дел Вайе
- „Някой те наблюдава“ (2010) – Росио Линче
- „Сладка тайна“ (2007) – Бетси Марвел

### Филми
- Qué Despelote! La Película – (2010)
- Runner, Runner – (2012/13)

## Личен живот
Актрисата има син от Хосе Хуан Барера, който се ражда на 18 февруари 2012 г. Двамата се запознават през 2010 г., а през 2013 г. се разделят.